# 颊鳞胎鳚属
颊鳞胎鳚属（学名：Blennophis）为矶鳚科的一个属。

## 下属物种
本属包括以下物种：
- 鰻形頰鱗胎䲁(Blennophis anguillaris)
- 赤帶頰鱗胎䲁(Blennophis striatus)